# Селла-Джудікаріє
Селла-Джудікаріє (італ. Sella Giudicarie) — муніципалітет в Італії, у регіоні Трентіно-Альто-Адідже,  провінція Тренто. Муніципалітет утворено 1 січня 2016 року шляхом об'єднання муніципалітетів Бондо, Брегуццо, Лардаро та Ронконе.
Селла-Джудікаріє розташоване на відстані близько 480 км на північ від Рима, 33 км на захід від Тренто.
Населення — 2995 осіб (2014).

## Демографія
Населення за роками:

## Сусідні муніципалітети
- Борго-Ларес
- Тіоне-ді-Тренто
- Даоне
- Порте-ді-Рендена
- П'єве-ді-Боно-Преццо
- Празо